# Dub v třešnové rovci
Dub v třešnové rovci je památný strom u obce Kout na Šumavě nedaleko Kdyně. Přibližně 500 let starý  solitérní dub letní (Quercus robur) roste v rokli severovýchodně od osady Starý Dvůr v nadmořské výšce 460 m. Obvod jeho kmene je 611 cm a strom je vysoký 25 m (měření 2000). Dub je chráněn od roku 1986 pro svůj vzrůst a věk.

## Stromy v okolí
- Bílkovský dub
- Bílkovský javor
- Duby nad rybníkem Bílka
- Dub nad Spáleným rybníkem
- Dub u Váchalovského mlýna †
- Duby v Pekle
- Jasan u Starého Dvora
- Lípa u Krysálů
- Lípa za Bečvárnou †
- Starodvorské duby
- U Čtyřech lip
- Zámecká lípa